# Phaius daenikeri
Phaius daenikeri är en orkidéart som beskrevs av Friedrich Fritz Wilhelm Ludwig Kraenzlin. Phaius daenikeri ingår i släktet Phaius och familjen orkidéer. Inga underarter finns listade i Catalogue of Life.